# Alane
Alane – piosenka w stylu world music nagrana przez kameruńskiego artystę Wesa Madiko.

## Piosenka
Utwór wydany został w maju 1998 roku na debiutanckim albumie Wesa, Welenga. Autorem tekstu jest Wes Madiko, kompozytorem Michel Sanchez. Piosenka wykonywana jest w języku duala, jednym z języków używanych w Kamerunie – kraju, z którego pochodzi Madiko. 

## Teledysk
Teledysk trwa 4 minuty i 57 sekund. Występuje w nim Wes Madiko, tancerki i dziewczyna śpiewająca chórki. Większość tekstu wykonuje Madiko.

## Notowania
Utwór dotarł na szczyty list przebojów w wielu krajach europejskich. Stał się hitem we Francji, Belgii, Austrii i Holandii. W Niemczech znalazł się na drugim miejscu, a w Szwajcarii na czwartym. 
We Francji singiel pozostawał na top 50 przez 25 tygodni i jest do tej pory 18. najlepiej sprzedającym się singlem wszech czasów we Francji.
| Okres (1997–1998)                             | Pozycje w notowaniach |
| --------------------------------------------- | --------------------- |
| Austria (Ö3 Austria Top 40)                   | 1                     |
| Belgia (Ultratop 50 Flanders)                 | 1                     |
| Belgia (Ultratop 50 Wallonia)                 | 1                     |
| Europa (Eurochart Hot 100)                    | 6                     |
| Niemcy (Media Control Charts)                 | 2                     |
| Irlandia (IRMA)                               | 9                     |
| Holandia (Dutch Top 40)                       | 1                     |
| Norwegia (VG-lista)                           | 20                    |
| Szwecja (Sverigetopplistan)                   | 19                    |
| Szwajcaria (Schweizer Hitparade)              | 4                     |
| Wielka Brytania (The Official Charts Company) | 11                    |

## Wersja z Robinem Schulzem
W 2020 roku Wes Madiko oraz niemiecki DJ i producent muzyczny Robin Schulz, nagrali nową wersję utworu, który znalazł się na albumie IIII Shulza.

### Certyfikaty i sprzedaż
| Kraj                   | Certyfikat      | Sprzedaż |
| ---------------------- | --------------- | -------- |
| Austria (IFPI Austria) | platynowa płyta | 30 000+  |
| Belgia (BEA)           | złota płyta     | 20 000+  |
| Francja (SNEP)         | złota płyta     | 100 000+ |
| Niemcy (BVMI)          | złota płyta     | 200 000+ |
| Polska (ZPAV)          | złota płyta     | 25 000+  |